# Puerto de Ceuta
Puerto de Ceuta är en hamn i Spanien. Den ligger vid Ceutabukten i den spanska exklaven Ceuta i Nordafrika. 